# Fallo histórico
Fallo histórico refere-se a fraude eleitoral perpetrada na República Dominicana por Joaquín Balaguer nas eleições de 1978, onde conseguiu alterar os resultados e assim obter a maioria do Senado e uma representação muito superior à que realmente correspondia.
Nas eleições de 1978, Joaquín Balaguer, então presidente da República Dominicana, enviou um grupo de militares às instalações da Junta Central Eleitoral com ordens precisas para interromper a contagem dos votos e alterar os resultados, nos quais pretendia se declarar o vencedor e ignorar os verdadeiros resultados.
Os Estados Unidos deram a conhecer a sua determinação de que os resultados eleitorais fossem respeitados e o repudio generalizado da intentona provocou uma crise que obrigou Balaguer a entregar o poder. No entanto, ele conseguiu alterar os resultados, obtendo a maioria do Senado e da Câmara dos Deputados, tornando quase impossíveis as ações do governo de Antonio Guzmán Fernández.